# Lil Wayne/Diskografie
Diese Diskografie ist eine Übersicht über die musikalischen Werke des US-amerikanischen Rappers Lil Wayne. Den Quellenangaben und Schallplattenauszeichnungen zufolge hat er bisher mehr als 321,3 Millionen Tonträger verkauft, davon alleine in seiner Heimat über 287,6 Millionen. Seine erfolgreichste Veröffentlichung ist die Single I’m the One mit über 13,2 Millionen verkauften Einheiten.

## Alben

### Studioalben
| Jahr | Titel Musiklabel                                               | Höchstplatzierung, Gesamtwochen, AuszeichnungChartplatzierungen (Jahr, Titel, Musiklabel, Platzierungen, Wochen, Auszeichnungen, Anmerkungen) | Höchstplatzierung, Gesamtwochen, AuszeichnungChartplatzierungen (Jahr, Titel, Musiklabel, Platzierungen, Wochen, Auszeichnungen, Anmerkungen) | Höchstplatzierung, Gesamtwochen, AuszeichnungChartplatzierungen (Jahr, Titel, Musiklabel, Platzierungen, Wochen, Auszeichnungen, Anmerkungen) | Höchstplatzierung, Gesamtwochen, AuszeichnungChartplatzierungen (Jahr, Titel, Musiklabel, Platzierungen, Wochen, Auszeichnungen, Anmerkungen) | Höchstplatzierung, Gesamtwochen, AuszeichnungChartplatzierungen (Jahr, Titel, Musiklabel, Platzierungen, Wochen, Auszeichnungen, Anmerkungen) | Anmerkungen |
| Jahr | Titel Musiklabel                                               | DE | AT | CH | UK | US | Anmerkungen |
| ---- | -------------------------------------------------------------- | --- | --- | --- | --- | --- | --- |
| 1999 | Tha Block Is Hot Cash Money Records (UMG)                      | — | — | — | — | US3 Platin · (26 Wo.)US | Erstveröffentlichung: 2. November 1999 Verkäufe: + 1.830.000                                                   |
| 2000 | Lights Out Cash Money Records (UMG)                            | — | — | — | — | US16 Gold · (40 Wo.)US | Erstveröffentlichung: 19. Dezember 2000 Verkäufe: + 755.000                                                    |
| 2002 | 500 Degreez Cash Money Records (UMG)                           | — | — | — | — | US6 Gold · (14 Wo.)US | Erstveröffentlichung: 23. Juli 2002 Verkäufe: + 631.000                                                        |
| 2004 | Tha Carter Cash Money Records (UMG)                            | — | — | — | — | US5 Platin · (21 Wo.)US | Erstveröffentlichung: 29. Juni 2004 Verkäufe: + 1.020.000                                                      |
| 2005 | Tha Carter II Cash Money Records (UMG)                         | — | — | — | — | US2 ×2Doppelplatin · (23 Wo.)US | Erstveröffentlichung: 6. Dezember 2005 Verkäufe: + 2.000.000                                                   |
| 2008 | Tha Carter III Cash Money Records (UMG)                        | DE29 (9 Wo.)DE | AT66 (3 Wo.)AT | CH17 (17 Wo.)CH | UK23 Gold · (23 Wo.)UK | US1 ×8Achtfachplatin · (273 Wo.)US | Erstveröffentlichung: 10. Juni 2008 Verkäufe: + 8.350.000                                                      |
| 2010 | Rebirth Cash Money Records (UMG)                               | — | — | CH15 (5 Wo.)CH | UK24 (2 Wo.)UK | US2 Platin · (27 Wo.)US | Erstveröffentlichung: 2. Februar 2010 Verkäufe: + 1.030.000                                                    |
| 2010 | I Am Not a Human Being Cash Money Records (UMG)                | DE93 (1 Wo.)DE | — | CH46 (2 Wo.)CH | UK56 (3 Wo.)UK | US1 ×2Doppelplatin · (39 Wo.)US | Erstveröffentlichung: 27. September 2010 Verkäufe: + 2.000.000                                                 |
| 2011 | Tha Carter IV Cash Money Records (UMG)                         | DE13 (3 Wo.)DE | AT34 (2 Wo.)AT | CH9 (6 Wo.)CH | UK8 Gold · (5 Wo.)UK | US1 ×5Fünffachplatin · (75 Wo.)US | Erstveröffentlichung: 29. August 2011 Verkäufe: + 5.125.000                                                    |
| 2013 | I Am Not a Human Being II Cash Money Records (UMG)             | DE70 (2 Wo.)DE | — | CH35 (3 Wo.)CH | UK29 (2 Wo.)UK | US2 ×2Doppelplatin · (27 Wo.)US | Erstveröffentlichung: 25. März 2013 Verkäufe: + 2.047.500                                                      |
| 2015 | FWA (Free Weezy Album) Young Money Entertainment (Young Money) | — | — | — | — | US77 (1 Wo.)US | Erstveröffentlichung: 4. Juli 2015 exklusiv bei Tidal; neue Zusammenstellung: 3. Juli 2020 Verkäufe: + 622.000 |
| 2018 | Tha Carter V Young Money Entertainment (UMG)                   | DE33 (3 Wo.)DE | AT15 (2 Wo.)AT | CH12 (3 Wo.)CH | UK5 Silber · (5 Wo.)UK | US1 ×2Doppelplatin · (81 Wo.)US | Erstveröffentlichung: 28. September 2018 Verkäufe: + 2.067.500                                                 |
| 2020 | Funeral Young Money Entertainment (UMG)                        | — | — | CH29 (1 Wo.)CH | UK61 (1 Wo.)UK | US1 (13 Wo.)US | Erstveröffentlichung: 31. Januar 2020                                                                          |
| 2025 | Tha Carter VI Young Money Entertainment (UMG)                  | DE81 (1 Wo.)DE | AT57 (1 Wo.)AT | CH39 (1 Wo.)CH | UK77 (… Wo.)UK | US2 (4 Wo.)US | Erstveröffentlichung: 6. Juni 2025                                                                             |

### Kollaboalben
| Jahr | Titel Musiklabel                                             | Höchstplatzierung, Gesamtwochen, AuszeichnungChartplatzierungen (Jahr, Titel, Musiklabel, Platzierungen, Wochen, Auszeichnungen, Anmerkungen) | Höchstplatzierung, Gesamtwochen, AuszeichnungChartplatzierungen (Jahr, Titel, Musiklabel, Platzierungen, Wochen, Auszeichnungen, Anmerkungen) | Höchstplatzierung, Gesamtwochen, AuszeichnungChartplatzierungen (Jahr, Titel, Musiklabel, Platzierungen, Wochen, Auszeichnungen, Anmerkungen) | Höchstplatzierung, Gesamtwochen, AuszeichnungChartplatzierungen (Jahr, Titel, Musiklabel, Platzierungen, Wochen, Auszeichnungen, Anmerkungen) | Höchstplatzierung, Gesamtwochen, AuszeichnungChartplatzierungen (Jahr, Titel, Musiklabel, Platzierungen, Wochen, Auszeichnungen, Anmerkungen) | Anmerkungen                                                             |
| Jahr | Titel Musiklabel                                             | DE | AT | CH | UK | US | Anmerkungen                                                             |
| ---- | ------------------------------------------------------------ | --- | --- | --- | --- | --- | ----------------------------------------------------------------------- |
| 1995 | Baller Blockin’ Cash Money Records (UMG)                     | — | — | — | — | — | Erstveröffentlichung: 29. Juli 1995 mit The B.G.’z, offiziell B.G.      |
| 2000 | Baller Blockin’ Cash Money Records (UMG)                     | — | — | — | — | US13 (24 Wo.)US | Erstveröffentlichung: 12. September 2000 mit Cash Money Millionaires    |
| 2002 | Undisputed Cash Money Records (UMG)                          | — | — | — | — | US101 (2 Wo.)US | Erstveröffentlichung: 20. August 2002 mit Cash Money Millionaires       |
| 2006 | Like Father, Like Son Cash Money Records (UMG)               | — | — | — | — | US3 Gold · (21 Wo.)US | Erstveröffentlichung: 31. Oktober 2006 mit Birdman; Verkäufe: + 722.000 |
| 2021 | Trust Fund Babies Cash Money Records / Rostrum Records (UMG) | — | — | — | — | US35 (1 Wo.)US | Erstveröffentlichung: 1. Oktober 2021 feat. Rich The Kid                |
| 2023 | Welcome 2 Collegrove Def Jam Recordings (UMG)                | — | — | — | — | US20 (3 Wo.)US | Erstveröffentlichung: 17. November 2023 mit 2 Chainz                    |

### Kompilationen
| Jahr | Titel Musiklabel                           | Höchstplatzierung, Gesamtwochen, AuszeichnungChartplatzierungen (Jahr, Titel, Musiklabel, Platzierungen, Wochen, Auszeichnungen, Anmerkungen) | Höchstplatzierung, Gesamtwochen, AuszeichnungChartplatzierungen (Jahr, Titel, Musiklabel, Platzierungen, Wochen, Auszeichnungen, Anmerkungen) | Höchstplatzierung, Gesamtwochen, AuszeichnungChartplatzierungen (Jahr, Titel, Musiklabel, Platzierungen, Wochen, Auszeichnungen, Anmerkungen) | Höchstplatzierung, Gesamtwochen, AuszeichnungChartplatzierungen (Jahr, Titel, Musiklabel, Platzierungen, Wochen, Auszeichnungen, Anmerkungen) | Höchstplatzierung, Gesamtwochen, AuszeichnungChartplatzierungen (Jahr, Titel, Musiklabel, Platzierungen, Wochen, Auszeichnungen, Anmerkungen) | Anmerkungen                                             |
| Jahr | Titel Musiklabel                           | DE | AT | CH | UK | US | Anmerkungen                                             |
| ---- | ------------------------------------------ | --- | --- | --- | --- | --- | ------------------------------------------------------- |
| 2023 | I Am Music Young Money Entertainment (UMG) | — | — | — | UK— GoldUK | US25 (85 Wo.)US | Erstveröffentlichung: 31. März 2023 Verkäufe: + 100.000 |

### Remixalben
- 2004: Tha Carter (Chopped & Screwed)
- 2006: Tha Carter II (Chopped & Screwed)

### Mixtapes
| Jahr | Titel Musiklabel                                      | Höchstplatzierung, Gesamtwochen, AuszeichnungChartplatzierungen (Jahr, Titel, Musiklabel, Platzierungen, Wochen, Auszeichnungen, Anmerkungen) | Höchstplatzierung, Gesamtwochen, AuszeichnungChartplatzierungen (Jahr, Titel, Musiklabel, Platzierungen, Wochen, Auszeichnungen, Anmerkungen) | Höchstplatzierung, Gesamtwochen, AuszeichnungChartplatzierungen (Jahr, Titel, Musiklabel, Platzierungen, Wochen, Auszeichnungen, Anmerkungen) | Höchstplatzierung, Gesamtwochen, AuszeichnungChartplatzierungen (Jahr, Titel, Musiklabel, Platzierungen, Wochen, Auszeichnungen, Anmerkungen) | Höchstplatzierung, Gesamtwochen, AuszeichnungChartplatzierungen (Jahr, Titel, Musiklabel, Platzierungen, Wochen, Auszeichnungen, Anmerkungen) | Anmerkungen                                                 |
| Jahr | Titel Musiklabel                                      | DE | AT | CH | UK | US | Anmerkungen                                                 |
| ---- | ----------------------------------------------------- | --- | --- | --- | --- | --- | ----------------------------------------------------------- |
| 2008 | Dedication 3 Aphilliates / Young Money Entertainment  | — | — | — | — | US111 (9 Wo.)US | Erstveröffentlichung: 14. November 2008 hosted von DJ Drama |
| 2009 | No Ceilings Cash Money Records (UMG)                  | — | — | — | — | US18 (1 Wo.)US | Erstveröffentlichung: 31. Oktober 2009                      |
| 2011 | Sorry 4 the Wait Young Money Entertainment (UMG)      | — | — | — | — | US60 (1 Wo.)US | Erstveröffentlichung: 13. Juli 2011                         |
| 2023 | Tha Fix Before tha VI Young Money Entertainment (UMG) | — | — | — | — | US40 (1 Wo.)US | Erstveröffentlichung: 29. September 2023                    |

Weitere Mixtapes
- 2002: SQ1 (mit The Sqad)
- 2002: SQ2 (mit The Sqad)
- 2002: SQ3 (mit The Sqad)
- 2002: SQ4 (mit The Sqad)
- 2003: SQ5 (mit The Sqad)
- 2003: SQ6 (mit The Sqad)
- 2004: SQ7/10,000 Bars (mit The Sqad)
- 2004: Da Drought
- 2004: Da Drought 2
- 2004: The Prefix
- 2005: The Suffix (hosted von DJ Khaled)
- 2005: Dedication (hosted von DJ Drama)
- 2006: Lil Weezy Ana Vol. (hosted von DJ Raj Smoove)
- 2006: Young Money the Mixtape Volume 1 (mit Young Money)
- 2006: The Carter Files (hosted von DJ Raj Smoove)
- 2006: The W. Carter Collection (hosted von Mick Boogie)
- 2006: The W. Carter Collection 2 (hosted von Mick Boogie)
- 2006: Blow (mit Juelz Santana; hosted von Mick Boogie)
- 2006: Dedication 2 (hosted von DJ Drama)
- 2007: Da Drought 3
- 2012: Dedication 4 (mit DJ Drama)
- 2013: Dedication 5 (mit DJ Drama)
- 2015: Sorry 4 the Wait 2
- 2015: No Ceilings 2
- 2017: Dedication 6 (mit DJ Drama)

### EPs
- 2007: The Leak (Verkäufe: + 247.000)[1]
- 2009: Mr. Carter

## Singles

### Als Leadmusiker
| Jahr | Titel Album                                      | Höchstplatzierung, Gesamtwochen, AuszeichnungChartplatzierungen (Jahr, Titel, Album, Platzierungen, Wochen, Auszeichnungen, Anmerkungen) | Höchstplatzierung, Gesamtwochen, AuszeichnungChartplatzierungen (Jahr, Titel, Album, Platzierungen, Wochen, Auszeichnungen, Anmerkungen) | Höchstplatzierung, Gesamtwochen, AuszeichnungChartplatzierungen (Jahr, Titel, Album, Platzierungen, Wochen, Auszeichnungen, Anmerkungen) | Höchstplatzierung, Gesamtwochen, AuszeichnungChartplatzierungen (Jahr, Titel, Album, Platzierungen, Wochen, Auszeichnungen, Anmerkungen) | Höchstplatzierung, Gesamtwochen, AuszeichnungChartplatzierungen (Jahr, Titel, Album, Platzierungen, Wochen, Auszeichnungen, Anmerkungen) | Anmerkungen |
| Jahr | Titel Album                                      | DE | AT | CH | UK | US | Anmerkungen |
| --- | ------------------------------------------------ | --- | --- | --- | --- | --- | --- |
| 1999 | Tha Block Is Hot                                 | — | — | — | — | US72 (11 Wo.)US | Erstveröffentlichung: 23. September 1999 feat. Juvenile & B.G.                                                                |
| 2000 | Project Bitch Baller Blockin’                    | — | — | — | — | US47 (13 Wo.)US | Erstveröffentlichung: 23. August 2000 mit Big Tymers, Lil Wayne & Juvenile                                                    |
| 2000 | Get Off the Corner Lights Out                    | — | — | — | — | — | Erstveröffentlichung: 2000 |
| 2001 | Shine Lights Out                                 | — | — | — | — | US96 (3 Wo.)US | Erstveröffentlichung: 31. Juli 2001 feat. Hot Boys                                                                            |
| 2001 | Everything Lights Out                            | — | — | — | — | — | Erstveröffentlichung: 2001 |
| 2002 | Way of Life 500 Degreez                          | — | — | — | — | US71 (12 Wo.)US | Erstveröffentlichung: 18. Juni 2002 feat. Big Tymers & TQ                                                                     |
| 2002 | Where You At 500 Degreez                         | — | — | — | — | — | Erstveröffentlichung: 2002 |
| 2004 | Go DJ Tha Carter                                 | — | — | — | — | US14 ×2Doppelplatin · (20 Wo.)US | Erstveröffentlichung: 14. September 2004                                                                                      |
| 2004 | Bring It Back Tha Carter                         | — | — | — | — | — | Erstveröffentlichung: 2004 feat. Mannie Fresh                                                                                 |
| 2005 | Fireman Tha Carter II                            | — | — | — | — | US32 ×2Doppelplatin + Platin (Mastertone) · (17 Wo.)US                                                                                   | Erstveröffentlichung: 25. Oktober 2005                                                                                        |
| 2006 | Hustler Musik Tha Carter II                      | — | — | — | — | US87 Platin (Mastertone) + Platin · (6 Wo.)US                                                                                            | Erstveröffentlichung: 31. Januar 2006                                                                                         |
| 2006 | Stuntin’ Like My Daddy Like Father, Like Son     | — | — | — | — | US21 Platin (Mastertone) + Platin · (20 Wo.)US                                                                                           | Erstveröffentlichung: 18. Juli 2006 mit Birdman                                                                               |
| 2007 | Gossip The Leak                                  | — | — | — | — | — | Erstveröffentlichung: 18. Dezember 2007                                                                                       |
| 2007 | I’m Me The Leak                                  | — | — | — | — | US97 Platin · (1 Wo.)US | Erstveröffentlichung: 24. Dezember 2007                                                                                       |
| 2008 | Lollipop Tha Carter III                          | DE22 Gold · (15 Wo.)DE | AT44 (16 Wo.)AT | CH39 (22 Wo.)CH | UK26 Platin · (19 Wo.)UK | US1 ×5Diamant + Fünffachplatin (Mastertone) · (28 Wo.)US                                                                                 | Erstveröffentlichung: 11. März 2008 feat. Static Major; Remix feat. Nicki Minaj                                               |
| 2008 | A Milli Tha Carter III                           | DE— GoldDE | — | — | UK— GoldUK | US6 ×6Sechsfachplatin + Platin (Mastertone) · (23 Wo.)US                                                                                 | Erstveröffentlichung: 23. April 2008                                                                                          |
| 2008 | Got Money Tha Carter III                         | DE67 (5 Wo.)DE | — | — | — | US10 ×3Dreifachplatin · (27 Wo.)US | Erstveröffentlichung: 27. Mai 2008 feat. T-Pain                                                                               |
| 2008 | Mr. Carter Tha Carter III                        | — | — | — | — | US— PlatinUS | Erstveröffentlichung: 1. Juli 2008 feat. Jay-Z                                                                                |
| 2008 | Mrs. Officer Tha Carter III                      | — | — | — | UK57 Silber · (4 Wo.)UK | US16 ×3Dreifachplatin + Platin (Mastertone) · (22 Wo.)US                                                                                 | Erstveröffentlichung: 9. September 2008 feat. Bobby & Kidd Kidd                                                               |
| 2009 | Prom Queen Rebirth                               | — | — | — | — | US15 Platin · (11 Wo.)US | Erstveröffentlichung: 27. Januar 2009                                                                                         |
| 2009 | Every Girl We Are Young Money                    | — | — | — | — | US10 (20 Wo.)US | Erstveröffentlichung: 11. Juni 2009 mit Lil Wayne, Drake, Jae Millz, Gudda Gudda & Mack Maine als Young Money                 |
| 2009 | BedRock We Are Young Money                       | — | — | — | UK9 Platin · (21 Wo.)UK | US2 ×3Platin (Mastertone) + Dreifachplatin · (25 Wo.)US                                                                                  | Erstveröffentlichung: 14. November 2009 mit Lil Wayne, Gudda Gudda, Nicki Minaj, Tyga & Jae Millz als Young Money feat. Lloyd |
| 2009 | On Fire Rebirth                                  | — | — | — | — | US62 (2 Wo.)US | Erstveröffentlichung: 3. Dezember 2009                                                                                        |
| 2009 | Drop the World Rebirth                           | — | — | — | UK51 Gold · (13 Wo.)UK | US18 ×5Fünffachplatin · (20 Wo.)US | Erstveröffentlichung: 22. Dezember 2009 feat. Eminem                                                                          |
| 2010 | Roger That We Are Young Money                    | — | — | — | — | US56 (11 Wo.)US | Erstveröffentlichung: 23. März 2010 mit Nicki Minaj, Tyga & Lil Wayne als Young Money                                         |
| 2010 | I’m Single I Am Not a Human Being                | — | — | — | — | US— PlatinUS | Erstveröffentlichung: 11. Mai 2010 feat. Drake                                                                                |
| 2010 | Right Above It I Am Not a Human Being            | — | — | — | UK37 Silber · (3 Wo.)UK | US6 ×5Fünffachplatin · (24 Wo.)US | Erstveröffentlichung: 17. August 2010 feat. Drake                                                                             |
| 2010 | 6 Foot 7 Foot Tha Carter IV                      | — | — | — | UK71 Silber · (1 Wo.)UK | US9 ×7Siebenfachplatin · (21 Wo.)US | Erstveröffentlichung: 16. Dezember 2010 feat. Cory Gunz                                                                       |
| 2011 | John Tha Carter IV                               | — | — | — | — | US22 ×2Doppelplatin · (20 Wo.)US | Erstveröffentlichung: 24. März 2011 feat. Rick Ross                                                                           |
| 2011 | How to Love Tha Carter IV                        | — | — | CH67 (1 Wo.)CH | UK48 Silber · (7 Wo.)UK | US5 ×6Sechsfachplatin · (24 Wo.)US | Erstveröffentlichung: 31. Mai 2011                                                                                            |
| 2011 | She Will Tha Carter IV                           | — | — | — | UK58 Silber · (2 Wo.)UK | US3 ×4Vierfachplatin · (21 Wo.)US | Erstveröffentlichung: 16. August 2011 feat. Drake                                                                             |
| 2011 | It’s Good Tha Carter IV                          | — | — | — | — | US79 (1 Wo.)US | Erstveröffentlichung: 13. September 2011 feat. Jadakiss & Drake                                                               |
| 2011 | Mirror Tha Carter IV                             | DE— GoldDE | AT32 (5 Wo.)AT | CH15 (13 Wo.)CH | UK17 Platin · (12 Wo.)UK | US16 ×4Vierfachplatin · (17 Wo.)US | Erstveröffentlichung: 1. November 2011 feat. Bruno Mars                                                                       |
| 2012 | My Homies Still I Am Not a Human Being II        | — | — | — | — | US38 Platin · (13 Wo.)US | Erstveröffentlichung: 5. Juni 2012 feat. Big Sean                                                                             |
| 2012 | No Worries I Am Not a Human Being II             | — | — | — | — | US— PlatinUS | Erstveröffentlichung: 6. September 2012 feat. Detail                                                                          |
| 2013 | Love Me I Am Not a Human Being II                | DE93 (1 Wo.)DE | — | CH72 (1 Wo.)CH | UK44 Platin · (6 Wo.)UK | US9 Diamant · (22 Wo.)US | Erstveröffentlichung: 18. Januar 2013 Radioversion von Bitches Love Me feat. Drake & Future                                   |
| 2013 | Rich as Fuck I Am Not a Human Being II           | — | — | — | — | US38 ×3Dreifachplatin · (10 Wo.)US | Erstveröffentlichung: 9. April 2013 feat. 2 Chainz                                                                            |
| 2014 | Believe Me –                                     | — | — | — | UK36 (4 Wo.)UK | US26 ×2Doppelplatin · (20 Wo.)US | Erstveröffentlichung: 2. Juni 2014 feat. Drake                                                                                |
| 2014 | Grindin’ –                                       | — | — | — | — | — | Erstveröffentlichung: 4. September 2014 feat. Drake                                                                           |
| 2015 | Nothing But Trouble 808 Soundtrack               | — | — | — | — | US86 (7 Wo.)US | Erstveröffentlichung: 30. Juni 2015 mit Charlie Puth                                                                          |
| 2016 | Sucker for Pain Suicide Squad: The Album         | DE8 Platin · (29 Wo.)DE | AT6 (26 Wo.)AT | CH16 Gold · (22 Wo.)CH | UK11 ×2Doppelplatin · (22 Wo.)UK | US15 ×3Dreifachplatin · (22 Wo.)US | Erstveröffentlichung: 24. Juni 2016 mit Wiz Khalifa & Imagine Dragons feat. Logic, Ty Dolla $ign & X Ambassadors              |
| 2017 | No Frauds –                                      | DE95 (1 Wo.)DE | AT73 (1 Wo.)AT | CH50 (1 Wo.)CH | UK49 Silber · (1 Wo.)UK | US14 (7 Wo.)US | Erstveröffentlichung: 10. März 2017 mit Nicki Minaj & Drake                                                                   |
| 2017 | Changed It –                                     | — | — | — | — | US71 (1 Wo.)US | Erstveröffentlichung: 10. März 2017 mit Nicki Minaj                                                                           |
| 2018 | Uproar Tha Carter V                              | — | — | — | UK99 (1 Wo.)UK | US7 ×2Doppelplatin · (20 Wo.)US | Erstveröffentlichung: 28. September 2018                                                                                      |
| 2019 | What’s My Age Again? / A Milli –                 | — | — | — | — | — | Erstveröffentlichung: 23. August 2019 mit Blink-182                                                                           |
| 2020 | I Do It Funeral                                  | — | — | — | — | US33 (2 Wo.)US | Erstveröffentlichung: 4. Februar 2020 feat. Big Sean & Lil Baby                                                               |
| 2021 | Lonely –                                         | — | — | — | — | US63 (2 Wo.)US | Erstveröffentlichung: 10. September 2021 mit DaBaby                                                                           |
| 2021 | Feelin Like Tunechi Trust Fund Babies            | — | — | — | — | US91 (1 Wo.)US | Erstveröffentlichung: 1. Oktober 2021 feat. Rich the Kid                                                                      |
| 2023 | Kant Nobody I Am Music                           | — | — | — | — | US66 (1 Wo.)US | Erstveröffentlichung: 24. Februar 2023 feat. DMX                                                                              |
| Folgende Lieder erschienen nicht als Single, wurden aber durch das Album zum Download und Streaming bereitgestellt und konnten somit eine Platzierung erlangen: |                                                  | | | | | | |
| |                                                  | | | | | | |
| 2018 | Mona Lisa Tha Carter V                           | — | AT68 (1 Wo.)AT | CH36 (1 Wo.)CH | UK21 (3 Wo.)UK | US2 ×2Doppelplatin · (8 Wo.)US | Charteinstieg: 13. Oktober 2018 feat. Kendrick Lamar                                                                          |
| 2018 | Don’t Cry Tha Carter V                           | — | — | CH64 (1 Wo.)CH | UK28 (2 Wo.)UK | US5 Platin · (3 Wo.)US | Charteinstieg: 13. Oktober 2018 feat. XXXTentacion                                                                            |
| 2018 | Let It Fly Tha Carter V                          | — | — | CH66 (1 Wo.)CH | UK41 (1 Wo.)UK | US10 Platin · (2 Wo.)US | Charteinstieg: 13. Oktober 2018 feat. Travis Scott                                                                            |
| 2018 | Dedicate Tha Carter V                            | — | — | — | — | US14 Platin · (2 Wo.)US | Charteinstieg: 13. Oktober 2018                                                                                               |
| 2018 | Can’t Be Broken Tha Carter V                     | — | — | — | — | US17 Platin · (2 Wo.)US | Charteinstieg: 13. Oktober 2018                                                                                               |
| 2018 | What About Me Tha Carter V                       | — | — | — | — | US24 (1 Wo.)US | Charteinstieg: 13. Oktober 2018 feat. Sosaman                                                                                 |
| 2018 | Dark Side of the Moon Tha Carter V               | — | — | — | — | US26 (1 Wo.)US | Charteinstieg: 13. Oktober 2018 feat. Nicki Minaj                                                                             |
| 2018 | Famous Tha Carter V                              | — | — | — | — | US36 (1 Wo.)US | Charteinstieg: 13. Oktober 2018 feat. Reginae Carter                                                                          |
| 2018 | Dope Niggaz Tha Carter V                         | — | — | — | — | US39 (1 Wo.)US | Charteinstieg: 13. Oktober 2018 feat. Snoop Dogg                                                                              |
| 2018 | Open Letter Tha Carter V                         | — | — | — | — | US47 (1 Wo.)US | Charteinstieg: 13. Oktober 2018                                                                                               |
| 2018 | Problems Tha Carter V                            | — | — | — | — | US57 (1 Wo.)US | Charteinstieg: 13. Oktober 2018                                                                                               |
| 2018 | Hittas Tha Carter V                              | — | — | — | — | US59 (1 Wo.)US | Charteinstieg: 13. Oktober 2018                                                                                               |
| 2018 | Open Safe Tha Carter V                           | — | — | — | — | US62 (1 Wo.)US | Charteinstieg: 13. Oktober 2018                                                                                               |
| 2018 | Took His Time Tha Carter V                       | — | — | — | — | US65 (1 Wo.)US | Charteinstieg: 13. Oktober 2018                                                                                               |
| 2018 | Mess Tha Carter V                                | — | — | — | — | US74 (1 Wo.)US | Charteinstieg: 13. Oktober 2018                                                                                               |
| 2018 | Let It All Work Out Tha Carter V                 | — | — | — | — | US75 (1 Wo.)US | Charteinstieg: 13. Oktober 2018                                                                                               |
| 2018 | Start This Shit Off Right Tha Carter V           | — | — | — | — | US76 (1 Wo.)US | Charteinstieg: 13. Oktober 2018 feat. Ashanti & Mack Maine                                                                    |
| 2018 | Used 2 Tha Carter V                              | — | — | — | — | US78 (1 Wo.)US | Charteinstieg: 13. Oktober 2018                                                                                               |
| 2018 | Demon Tha Carter V                               | — | — | — | — | US81 (1 Wo.)US | Charteinstieg: 13. Oktober 2018                                                                                               |
| 2018 | Perfect Strangers Tha Carter V                   | — | — | — | — | US86 (1 Wo.)US | Charteinstieg: 13. Oktober 2018                                                                                               |
| 2018 | Dope New Gospel Tha Carter V                     | — | — | — | — | US90 (1 Wo.)US | Charteinstieg: 13. Oktober 2018 feat. Nivea                                                                                   |
| 2020 | Mahogany Funeral                                 | — | — | — | — | US61 (1 Wo.)US | Charteinstieg: 15. Februar 2020                                                                                               |
| 2020 | Mama Mia Funeral                                 | — | — | — | — | US87 (1 Wo.)US | Charteinstieg: 15. Februar 2020                                                                                               |
| 2020 | Funeral                                          | — | — | — | — | US88 (1 Wo.)US | Charteinstieg: 15. Februar 2020                                                                                               |
| 2021 | Seeing Green Beam Me Up Scotty (2021 Re-Release) | — | — | — | UK42 (2 Wo.)UK | US12 (4 Wo.)US | Charteinstieg: 27. Mai 2021 mit Nicki Minaj & Drake                                                                           |
| 2025 | Hip-Hop Tha Carter VI                            | — | — | — | — | US36 (2 Wo.)US | Charteinstieg: 28. Juni 2025 feat. BigXthaPlug & Jay Jones                                                                    |
| 2025 | Sharks Tha Carter VI                             | — | — | — | — | US54 (1 Wo.)US | Charteinstieg: 28. Juni 2025 feat. Jelly Roll & Big Sean                                                                      |
| 2025 | Banned From NO Tha Carter VI                     | — | — | — | — | US61 (1 Wo.)US | Charteinstieg: 28. Juni 2025                                                                                                  |
| 2025 | Welcome to tha Carter Tha Carter VI              | — | — | — | — | US62 (1 Wo.)US | Charteinstieg: 28. Juni 2025                                                                                                  |
| 2025 | Bells Tha Carter VI                              | — | — | — | — | US65 (1 Wo.)US | Charteinstieg: 28. Juni 2025                                                                                                  |
| 2025 | Cotton Candy Tha Carter VI                       | — | — | — | — | US93 (1 Wo.)US | Charteinstieg: 28. Juni 2025 feat. 2 Chainz                                                                                   |
| 2025 | King Carter Tha Carter VI                        | — | — | — | — | US97 (1 Wo.)US | Charteinstieg: 28. Juni 2025                                                                                                  |

### Als Gastmusiker
| Jahr | Titel Album                                                           | Höchstplatzierung, Gesamtwochen, AuszeichnungChartplatzierungen (Jahr, Titel, Album, Platzierungen, Wochen, Auszeichnungen, Anmerkungen) | Höchstplatzierung, Gesamtwochen, AuszeichnungChartplatzierungen (Jahr, Titel, Album, Platzierungen, Wochen, Auszeichnungen, Anmerkungen) | Höchstplatzierung, Gesamtwochen, AuszeichnungChartplatzierungen (Jahr, Titel, Album, Platzierungen, Wochen, Auszeichnungen, Anmerkungen) | Höchstplatzierung, Gesamtwochen, AuszeichnungChartplatzierungen (Jahr, Titel, Album, Platzierungen, Wochen, Auszeichnungen, Anmerkungen) | Höchstplatzierung, Gesamtwochen, AuszeichnungChartplatzierungen (Jahr, Titel, Album, Platzierungen, Wochen, Auszeichnungen, Anmerkungen) | Anmerkungen |
| Jahr | Titel Album                                                           | DE | AT | CH | UK | US | Anmerkungen |
| --- | --------------------------------------------------------------------- | --- | --- | --- | --- | --- | --- |
| 1999 | Bling Bling –                                                         | — | — | — | — | US36 (19 Wo.)US | B. G. feat. Baby, Turk, Mannie Fresh, Juvenile & Lil Wayne                                                                            |
| 1999 | Back That Azz Up 400 Degreez                                          | — | — | — | — | US19 ×3Dreifachplatin · (30 Wo.)US | Erstveröffentlichung: Februar 1999 Juvenile feat. Mannie Fresh & Lil Wayne                                                            |
| 2004 | Soldier Destiny Fulfilled                                             | DE11 (10 Wo.)DE | AT25 (11 Wo.)AT | CH10 (16 Wo.)CH | UK4 Silber · (7 Wo.)UK | US3 Platin (Mastertone) + Platin · (21 Wo.)US                                                                                            | Erstveröffentlichung: 7. Dezember 2004 Destiny’s Child feat. T.I. & Lil Wayne                                                         |
| 2006 | Gimme That Chris Brown                                                | DE47 (7 Wo.)DE | — | CH30 (8 Wo.)CH | UK23 Silber · (7 Wo.)UK | US15 Gold (Mastertone) + Platin · (20 Wo.)US                                                                                             | Erstveröffentlichung: 4. April 2006 Chris Brown feat. Lil Wayne                                                                       |
| 2006 | Holla at Me Listennn... the Album                                     | — | — | — | — | US59 (4 Wo.)US | Erstveröffentlichung: 28. Februar 2006 DJ Khaled feat. Lil Wayne, Paul Wall, Fat Joe, Rick Ross & Pitbull                             |
| 2006 | Make It Rain Me, Myself & I                                           | — | — | — | — | US13 Gold (Mastertone) + Platin · (27 Wo.)US                                                                                             | Erstveröffentlichung: 31. Oktober 2006 Fat Joe feat. Lil Wayne                                                                        |
| 2006 | You Street Love                                                       | — | — | — | UK45 Gold · (4 Wo.)UK | US9 ×4Vierfachplatin · (24 Wo.)US | Erstveröffentlichung: 24. November 2006 Lloyd feat. Lil Wayne                                                                         |
| 2007 | We Takin’ Over We the Best                                            | — | — | — | — | US28 Platin · (17 Wo.)US | Erstveröffentlichung: 27. März 2007 DJ Khaled feat. T.I., Akon, Rick Ross, Fat Joe, Lil Wayne & Baby                                  |
| 2007 | Duffle Bag Boy Supply & Demand                                        | — | — | — | — | US15 Platin · (20 Wo.)US | Erstveröffentlichung: 1. Mai 2007 Playaz Circle feat. Lil Wayne                                                                       |
| 2007 | Pop Bottles 5 * Stunna                                                | — | — | — | — | US38 Platin (Mastertone) + Gold · (20 Wo.)US                                                                                             | Erstveröffentlichung: 15. Juni 2007 Birdman feat. Lil Wayne                                                                           |
| 2007 | Sweetest Girl (Dollar Bill) Carnival Vol. II: Memoirs of an Immigrant | DE30 (7 Wo.)DE | AT64 (3 Wo.)AT | CH51 (4 Wo.)CH | UK66 (3 Wo.)UK | US12 Gold (Mastertone) + Platin · (28 Wo.)US                                                                                             | Erstveröffentlichung: 14. August 2007 Wyclef Jean feat. Akon, Lil Wayne & Niia                                                        |
| 2008 | Love in This Club, Part II Here I Stand                               | — | — | — | — | US18 Platin + Gold (Mastertone) · (14 Wo.)US                                                                                             | Erstveröffentlichung: 28. April 2008 Usher feat. Beyoncé & Lil Wayne                                                                  |
| 2008 | Cuddy Buddy The Voice                                                 | — | — | — | — | US76 Gold · (3 Wo.)US | Erstveröffentlichung: 19. Mai 2008 Mike Jones feat. Trey Songz, Lil Wayne & Twista                                                    |
| 2008 | Girls Around the World Lessons in Love                                | — | — | — | — | US64 (14 Wo.)US | Erstveröffentlichung: 7. Juni 2008 Lloyd feat. Lil Wayne                                                                              |
| 2008 | Let It Rock In the City                                               | DE10 Gold · (23 Wo.)DE | AT23 (13 Wo.)AT | CH56 (13 Wo.)CH | UK5 Gold · (17 Wo.)UK | US5 ×4Vierfachplatin · (35 Wo.)US | Erstveröffentlichung: 16. Juni 2008 Kevin Rudolf feat. Lil Wayne                                                                      |
| 2008 | My Life LAX                                                           | — | — | CH49 (6 Wo.)CH | UK34 (10 Wo.)UK | US21 (20 Wo.)US | Erstveröffentlichung: 22. Juli 2008 The Game feat. Lil Wayne & Eminem                                                                 |
| 2008 | Can’t Believe It Thr33 Ringz                                          | — | — | — | — | US7 Platin · (24 Wo.)US | Erstveröffentlichung: 29. Juli 2008 T-Pain feat. Lil Wayne                                                                            |
| 2008 | Official Girl –                                                       | — | — | — | — | — | Erstveröffentlichung: 5. August 2008 Cassie feat. Lil Wayne                                                                           |
| 2008 | Swagga Like Us Paper Trail                                            | — | — | — | UK33 (3 Wo.)UK | US5 Platin · (20 Wo.)US | Erstveröffentlichung: 6. September 2008 Jay-Z & T.I. feat. Kanye West & Lil Wayne                                                     |
| 2008 | I’m So Paid Freedom                                                   | — | — | — | UK59 Silber · (9 Wo.)UK | US31 Platin · (20 Wo.)US | Erstveröffentlichung: 4. Oktober 2008 Akon feat. Lil Wayne                                                                            |
| 2008 | All My Life (In the Ghetto) Follow Me Home                            | — | — | — | — | — | Erstveröffentlichung: 7. Oktober 2008 Jay Rock feat. Lil Wayne & Will.i.am                                                            |
| 2008 | Last of a Dying Breed Theater of the Mind                             | — | — | — | — | US65 (1 Wo.)US | Erstveröffentlichung: 29. November 2008 Ludacris co-starring Lil Wayne                                                                |
| 2008 | Turnin Me On In a Perfect World…                                      | — | — | — | — | US15 Platin · (22 Wo.)US | Erstveröffentlichung: 9. Dezember 2008 Keri Hilson feat. Lil Wayne                                                                    |
| 2009 | Successful So Far Gone                                                | — | — | — | — | US17 Platin · (18 Wo.)US | Erstveröffentlichung: 13. Februar 2009 Drake feat. Trey Songz & Lil Wayne                                                             |
| 2009 | Always Strapped Priceless                                             | — | — | — | — | US54 Gold · (17 Wo.)US | Erstveröffentlichung: 17. März 2009 Birdman feat. Lil Wayne                                                                           |
| 2009 | Down All or Nothing                                                   | DE9 Gold · (30 Wo.)DE | AT8 (18 Wo.)AT | CH8 (42 Wo.)CH | UK3 ×2Doppelplatin · (20 Wo.)UK | US1 ×6Sechsfachplatin · (40 Wo.)US | Erstveröffentlichung: 31. Mai 2009 Jay Sean feat. Lil Wayne                                                                           |
| 2009 | Forever More Than a Game Soundtrack                                   | — | — | CH68 (3 Wo.)CH | UK42 Platin · (15 Wo.)UK | US8 ×6Sechsfachplatin · (24 Wo.)US | Erstveröffentlichung: 27. August 2009 Drake feat. Kanye West, Lil Wayne & Eminem                                                      |
| 2009 | Maybach Music 2 Deeper Than Rap                                       | — | — | — | — | US92 (1 Wo.)US | Erstveröffentlichung: 31. August 2009 Rick Ross feat. Kanye West, T-Pain & Lil Wayne                                                  |
| 2009 | Money to Blow Priceless                                               | — | — | — | — | US26 Platin · (20 Wo.)US | Erstveröffentlichung: 16. September 2009 Birdman feat. Lil Wayne & Drake                                                              |
| 2009 | I Can Transform Ya Graffiti                                           | — | — | — | UK26 Silber · (15 Wo.)UK | US20 ×2Doppelplatin · (19 Wo.)US | Erstveröffentlichung: 29. September 2009 Chris Brown feat. Lil Wayne & Swizz Beatz                                                    |
| 2009 | Give It Up to Me She Wolf                                             | — | — | — | — | US29 (11 Wo.)US | Erstveröffentlichung: 19. Oktober 2009 Shakira feat. Lil Wayne & Timbaland                                                            |
| 2009 | I’m Goin’ In So Far Gone                                              | — | — | — | — | US40 Platin · (17 Wo.)US | Erstveröffentlichung: 27. Oktober 2009 Drake feat. Lil Wayne & Young Jeezy                                                            |
| 2009 | 4 My Town (Play Ball) Priceless                                       | — | — | — | — | US90 (3 Wo.)US | Erstveröffentlichung: 7. Dezember 2009 Birdman feat. Drake & Lil Wayne                                                                |
| 2009 | Women Lie, Men Lie –                                                  | — | — | — | — | US81 Gold · (7 Wo.)US | Erstveröffentlichung: 11. Dezember 2009 Yo Gotti feat. Lil Wayne                                                                      |
| 2009 | Revolver Celebration                                                  | — | — | — | — | — | Erstveröffentlichung: 13. Dezember 2009 Madonna feat. Lil Wayne                                                                       |
| 2010 | I Made It (Cash Money Heroes) To the Sky                              | — | — | — | UK37 (5 Wo.)UK | US21 Platin · (20 Wo.)US | Erstveröffentlichung: 6. Juli 2010 Kevin Rudolf feat. Birdman, Jay Sean & Lil Wayne                                                   |
| 2010 | Miss Me Thank Me Later                                                | — | — | — | — | US15 Gold · (20 Wo.)US | Erstveröffentlichung: 1. Juni 2010 Drake feat. Lil Wayne                                                                              |
| 2010 | Loyalty –                                                             | — | — | — | — | — | Erstveröffentlichung: 13. Juli 2010 Birdman feat. Lil Wayne & Tyga                                                                    |
| 2010 | My Generation Distant Relatives                                       | — | — | — | — | — | Erstveröffentlichung: 30. August 2010 Nas & Damian Marley feat. Lil Wayne & Tessanne Chin                                             |
| 2010 | No Love Recovery                                                      | DE17 Gold · (13 Wo.)DE | AT26 Gold · (8 Wo.)AT | CH39 (8 Wo.)CH | UK33 Platin · (10 Wo.)UK | US23 ×5Fünffachplatin · (20 Wo.)US | Erstveröffentlichung: 5. Oktober 2010 Eminem feat. Lil Wayne                                                                          |
| 2010 | I’m on It –                                                           | — | — | — | — | — | Erstveröffentlichung: 7. September 2010 Tyga feat. Lil Wayne                                                                          |
| 2010 | Fire Flame Bigger Than Life                                           | — | — | — | — | US64 (10 Wo.)US | Erstveröffentlichung: 22. November 2010 Birdman feat. Lil Wayne                                                                       |
| 2011 | Welcome to My Hood We the Best Forever                                | — | — | — | — | US79 Gold · (7 Wo.)US | Erstveröffentlichung: 18. Januar 2011 DJ Khaled feat. Rick Ross, Plies, Lil Wayne & T-Pain                                            |
| 2011 | Look at Me Now F.A.M.E.                                               | — | — | — | UK44 Gold · (9 Wo.)UK | US6 Diamant · (27 Wo.)US | Erstveröffentlichung: 1. Februar 2011 Chris Brown feat. Lil Wayne & Busta Rhymes                                                      |
| 2011 | Bow Chicka Wow Wow 31 Minutes to Takeoff                              | — | — | — | — | US30 Platin · (16 Wo.)US | Erstveröffentlichung: 3. Februar 2011 Mike Posner feat. Lil Wayne                                                                     |
| 2011 | Hit the Lights                                                        | DE62 (2 Wo.)DE | — | — | UK67 (1 Wo.)UK | US18 (2 Wo.)US | Erstveröffentlichung: 4. Februar 2011 Jay Sean feat. Lil Wayne                                                                        |
| 2011 | I’m Into You Love?                                                    | DE16 Gold · (14 Wo.)DE | AT10 (9 Wo.)AT | CH22 Gold · (19 Wo.)CH | UK9 Silber · (18 Wo.)UK | US41 (15 Wo.)US | Erstveröffentlichung: 1. April 2011 Jennifer Lopez feat. Lil Wayne                                                                    |
| 2011 | Motivation Here I Am                                                  | — | — | — | UK— SilberUK | US17 ×2Doppelplatin · (25 Wo.)US | Erstveröffentlichung: 8. April 2011 Kelly Rowland feat. Lil Wayne                                                                     |
| 2011 | Red Nation The R.E.D. Album                                           | — | — | — | — | US62 (1 Wo.)US | Erstveröffentlichung: 12. April 2011 The Game feat. Lil Wayne                                                                         |
| 2011 | Dirty Dancer Euphoria / Versus                                        | DE17 (13 Wo.)DE | AT14 (14 Wo.)AT | CH30 (12 Wo.)CH | UK21 (7 Wo.)UK | US18 Gold · (12 Wo.)US | Erstveröffentlichung: 9. Mai 2011 Enrique Iglesias mit Usher feat. Lil Wayne                                                          |
| 2011 | 9 Piece God Forgives, I Don’t                                         | — | — | — | — | US61 Gold · (2 Wo.)US | Erstveröffentlichung: 14. Mai 2011 Verkäufe: + 500.000, Rick Ross feat. Lil Wayne                                                     |
| 2011 | Ballin’ Thug Motivation 103: Hustlerz Ambition                        | — | — | — | — | US57 (5 Wo.)US | Erstveröffentlichung: 17. Mai 2011 Jeezy feat. Lil Wayne                                                                              |
| 2011 | I’m on One We the Best Forever                                        | — | — | — | UK78 Silber · (4 Wo.)UK | US10 ×5Fünffachplatin · (28 Wo.)US | Erstveröffentlichung: 20. Mai 2011 DJ Khaled feat. Drake, Rick Ross & Lil Wayne                                                       |
| 2011 | Y.U.Mad –                                                             | — | — | — | — | US68 (1 Wo.)US | Erstveröffentlichung: 13. September 2011 Birdman feat. Lil Wayne & Nicki Minaj                                                        |
| 2011 | Strange Clouds                                                        | — | — | CH47 (2 Wo.)CH | UK72 (2 Wo.)UK | US7 ×2Doppelplatin · (20 Wo.)US | Erstveröffentlichung 27. September 2011 B.o.B feat. Lil Wayne                                                                         |
| 2011 | Dedication to My Ex (Miss That) King of Hearts                        | DE52 (7 Wo.)DE | AT6 (16 Wo.)AT | — | UK3 Gold · (21 Wo.)UK | US79 (5 Wo.)US | Erstveröffentlichung: 15. Oktober 2011 Lloyd feat. André 3000 & Lil Wayne                                                             |
| 2011 | Sweat Underrated                                                      | — | — | — | — | US48 (1 Wo.)US | Erstveröffentlichung: November 2011 Bow Wow feat. Lil Wayne                                                                           |
| 2011 | So Good –                                                             | — | — | — | — | — | Erstveröffentlichung: 15. November 2011 Shanell feat. Lil Wayne & Drake                                                               |
| 2011 | The Motto Take Care                                                   | — | — | — | UK80 Platin · (9 Wo.)UK | US14 ×8Achtfachplatin · (35 Wo.)US | Erstveröffentlichung: 29. November 2011 Drake feat. Lil Wayne                                                                         |
| 2011 | Sleazy Remix 2.0 (Get Sleazier) –                                     | — | — | — | — | US37 (1 Wo.)US | Erstveröffentlichung: 7. Dezember 2011 Kesha feat. Lil Wayne, Wiz Khalifa, T.I. & André 3000                                          |
| 2011 | Martians vs. Goblins The R.E.D. Album                                 | — | — | — | — | US100 (1 Wo.)US | Erstveröffentlichung: 20. Dezember 2011 The Game feat. Lil Wayne & Tyler, the Creator                                                 |
| 2012 | Faded Careless World: Rise of the Last King                           | — | — | — | — | US33 ×3Dreifachplatin · (22 Wo.)US | Erstveröffentlichung: 13. Januar 2012 Tyga feat. Lil Wayne                                                                            |
| 2012 | Ima Boss (Remix) –                                                    | — | — | — | — | US51 (2 Wo.)US | Erstveröffentlichung: 7. Februar 2012 Meek Mill feat. T.I., Birdman, Lil Wayne, DJ Khaled, Rick Ross & Swizz Beatz                    |
| 2012 | Roman Reloaded Pink Friday: Roman Reloaded                            | — | — | — | — | US70 (1 Wo.)US | Erstveröffentlichung: 24. Februar 2012 Nicki Minaj feat. Lil Wayne                                                                    |
| 2012 | Take It to the Head Kiss the Ring                                     | — | — | — | — | US58 Platin · (20 Wo.)US | Erstveröffentlichung: 3. April 2012 DJ Khaled feat. Chris Brown, Nicki Minaj, Rick Ross & Lil Wayne                                   |
| 2012 | When the Sun Comes Up –                                               | DE76 (2 Wo.)DE | — | — | — | — | Erstveröffentlichung: 20. April 2012 Heidi Anne feat. T-Pain, Lil Wayne, Rick Ross, Birdman & Glasses Malone                          |
| 2012 | I Can Only Imagine Nothing but the Beat                               | DE32 (9 Wo.)DE | AT17 (8 Wo.)AT | CH15 (4 Wo.)CH | UK18 (8 Wo.)UK | US44 (12 Wo.)US | Erstveröffentlichung: 23. April 2012 David Guetta feat. Chris Brown & Lil Wayne                                                       |
| 2012 | HYFR (Hell Ya Fuckin’ Right) Take Care                                | — | — | — | UK— SilberUK | US62 ×2Doppelplatin · (20 Wo.)US | Erstveröffentlichung: 24. April 2012 Drake feat. Lil Wayne                                                                            |
| 2012 | Party Encore –                                                        | — | — | — | — | — | Erstveröffentlichung: 15. Juni 2012 JayKay feat. Lil Wayne, Rick Ross & Mack 10                                                       |
| 2012 | Pop That Excuse My French                                             | — | — | — | — | US36 ×2Doppelplatin · (22 Wo.)US | Erstveröffentlichung: 15. Juni 2012 French Montana feat. Rick Ross, Drake & Lil Wayne                                                 |
| 2012 | Enough of No Love Woman to Woman                                      | — | — | — | — | US84 (9 Wo.)US | Erstveröffentlichung: 3. Juli 2012 Keyshia Cole feat. Lil Wayne                                                                       |
| 2012 | Ice –                                                                 | — | — | — | — | US88 (12 Wo.)US | Erstveröffentlichung: 14. August 2012 Kelly Rowland feat. Lil Wayne                                                                   |
| 2012 | Bandz a Make Her Dance Stay Trippy                                    | — | — | — | — | US29 Platin · (20 Wo.)US | Erstveröffentlichung: 11. September 2012 Juicy J feat. Lil Wayne & 2 Chainz                                                           |
| 2012 | Weekend –                                                             | — | — | — | — | — | Erstveröffentlichung: 14. September 2012 Carolina Marquez vs. JayKay, Lil Wayne & Glasses Malone                                      |
| 2012 | Celebration Jesus Piece                                               | — | — | — | — | US81 (12 Wo.)US | Erstveröffentlichung: 18. September 2012 The Game feat. Chris Brown, Tyga, Lil Wayne & Wiz Khalifa                                    |
| 2012 | Ball Trouble Man                                                      | — | — | — | — | US50 Platin · (20 Wo.)US | Erstveröffentlichung: 16. Oktober 2012 T.I. feat. Lil Wayne                                                                           |
| 2012 | She Don’t Put It Down No Love Lost                                    | — | — | — | — | US96 (1 Wo.)US | Erstveröffentlichung: 16. Oktober 2012 Joe Budden feat. Tank & Lil Wayne                                                              |
| 2012 | Yellow Tape –                                                         | — | — | — | — | — | Erstveröffentlichung: 25. Oktober 2012 Fat Joe feat. Lil Wayne, ASAP Rocky & French Montana                                           |
| 2013 | Karate Chop (Remix) Future Hendrix                                    | — | — | — | — | US82 Gold · (12 Wo.)US | Erstveröffentlichung: 19. Februar 2013 Future feat. Lil Wayne                                                                         |
| 2013 | Ready to Go –                                                         | — | — | — | — | — | Erstveröffentlichung: 24. März 2013 Limp Bizkit feat. Lil Wayne                                                                       |
| 2013 | Kick It Like a Sensei Götterstrasse                                   | — | — | — | — | — | Erstveröffentlichung: 29. März 2013 WestBam feat. Lil Wayne                                                                           |
| 2013 | High School Pink Friday: Roman Reloaded – The Re-Up                   | — | — | — | UK31 Silber · (7 Wo.)UK | US64 ×2Doppelplatin · (14 Wo.)US | Erstveröffentlichung: 16. April 2013 Nicki Minaj feat. Lil Wayne                                                                      |
| 2013 | All The Time –                                                        | — | — | — | UK— SilberUK | US— ×2DoppelplatinUS | Erstveröffentlichung: 16. April 2013 Jeremih feat. Lil Wayne & Natasha Mosley                                                         |
| 2013 | No New Friends Suffering from Success                                 | — | — | — | — | US37 Platin · (8 Wo.)US | Erstveröffentlichung: 19. April 2013 feat. Drake, Rick Ross & Lil Wayne                                                               |
| 2013 | Wit Me –                                                              | — | — | — | — | US80 (2 Wo.)US | Erstveröffentlichung: 21. Mai 2013 T.I. feat. Lil Wayne                                                                               |
| 2013 | Beware Hall of Fame                                                   | — | — | — | UK— SilberUK | US38 ×4Vierfachplatin · (20 Wo.)US | Erstveröffentlichung: 25. Juni 2013 Big Sean feat. Jhené Aiko & Lil Wayne                                                             |
| 2013 | Loyal X                                                               | DE54 Platin · (7 Wo.)DE | AT61 (1 Wo.)AT | — | UK10 ×2Doppelplatin · (38 Wo.)UK | US9 ×8Achtfachplatin · (36 Wo.)US | Erstveröffentlichung: 19. Dezember 2013 Chris Brown feat. Lil Wayne & French Montana/Too Short/Tyga                                   |
| 2014 | Buy The World Ransom                                                  | — | — | — | — | US— GoldUS | Erstveröffentlichung: 17. Juni 2014 Mike Will Made It feat. Future, Lil Wayne & Kendrick Lamar                                        |
| 2014 | Only The Pinkprint                                                    | — | — | — | UK35 Platin · (9 Wo.)UK | US12 ×3Dreifachplatin · (25 Wo.)US | Erstveröffentlichung: 28. Oktober 2014 Nicki Minaj feat. Drake, Lil Wayne & Chris Brown                                               |
| 2015 | Truffle Butter The Pinkprint                                          | — | — | — | UK— GoldUK | US14 (20 Wo.)US | Erstveröffentlichung: 23. Januar 2015 Nicki Minaj feat. Drake & Lil Wayne                                                             |
| 2015 | How Many Times I Changed Alot                                         | — | — | — | — | US68 Gold · (15 Wo.)US | Erstveröffentlichung: 12. Mai 2015 DJ Khaled feat. Chris Brown, Lil Wayne & Big Sean                                                  |
| 2015 | Bottom of the Bottle Canal Street Confidential                        | — | — | — | — | US97 (1 Wo.)US | Erstveröffentlichung: 28. August 2015 Curren$y feat. August Alsina & Lil Wayne                                                        |
| 2016 | Gotta Lotta ColleGrove                                                | — | — | — | — | US100 Gold · (1 Wo.)US | Erstveröffentlichung: 4. März 2016 2 Chainz feat. Lil Wayne                                                                           |
| 2016 | Order More When It’s Dark Out                                         | — | — | — | — | US— PlatinUS | Erstveröffentlichung: 1. April 2016 G-Eazy feat. Lil Wayne, Yo Gotti & Starrah                                                        |
| 2016 | Let Me Love You Dangerous Woman                                       | — | — | — | UK— GoldUK | US99 Platin · (1 Wo.)US | Erstveröffentlichung: 18. April 2016 Ariana Grande feat. Lil Wayne                                                                    |
| 2016 | MFN Right (Remix) –                                                   | — | — | — | — | US— GoldUS | Erstveröffentlichung: 20. Mai 2016 2 Chainz feat. Lil Wayne                                                                           |
| 2016 | No Problem Coloring Book                                              | — | — | — | UK— SilberUK | US43 (26 Wo.)US | Erstveröffentlichung: 26. Mai 2016 Chance the Rapper feat. Lil Wayne & 2 Chainz                                                       |
| 2017 | Running Back Shine                                                    | — | — | — | — | US100 (1 Wo.)US | Erstveröffentlichung: 20. Januar 2017 Wale feat. Lil Wayne                                                                            |
| 2017 | Light My Body Up –                                                    | DE33 (6 Wo.)DE | AT47 (1 Wo.)AT | CH39 (2 Wo.)CH | UK64 (2 Wo.)UK | — | Erstveröffentlichung: 23. März 2017 David Guetta feat. Nicki Minaj & Lil Wayne                                                        |
| 2017 | Act Ghetto –                                                          | — | — | — | — | — | Erstveröffentlichung: 4. April 2017 Tyga feat. Lil Wayne                                                                              |
| 2017 | I’m the One Grateful                                                  | DE4 Platin · (20 Wo.)DE | AT2 Platin · (20 Wo.)AT | CH6 ×2Doppelplatin · (22 Wo.)CH | UK1 ×2Doppelplatin · (23 Wo.)UK | US1 ×9Neunfachplatin · (22 Wo.)US | Erstveröffentlichung: 28. April 2017 DJ Khaled feat. Justin Bieber, Quavo, Chance the Rapper & Lil Wayne                              |
| 2017 | The Way I Are (Dance with Somebody) All Your Fault Pt. 2              | — | — | — | — | — | Erstveröffentlichung: 12. Mai 2017 Bebe Rexha feat. Lil Wayne; Original: Whitney Houston – I Wanna Dance with Somebody (Who Loves Me) |
| 2017 | Love U Better Beach House 3                                           | — | — | — | — | — | Erstveröffentlichung: 12. Juli 2017 Ty Dolla Sign feat. Lil Wayne & The-Dream                                                         |
| 2017 | Codeine Dreaming Project Baby 2: All Grown Up (Deluxe)                | — | — | — | — | US52 ×2Doppelplatin · (14 Wo.)US | Erstveröffentlichung: 24. November 2017 Kodak Black feat. Lil Wayne                                                                   |
| 2018 | Corazón Ceinture noire (Transcendance)                                | — | — | — | — | — | Erstveröffentlichung: 30. März 2018 Gims feat. Lil Wayne & French Montana                                                             |
| 2018 | Rich Sex Queen                                                        | — | — | — | — | US56 (2 Wo.)US | Erstveröffentlichung: 11. Juni 2018 Nicki Minaj feat. Lil Wayne                                                                       |
| 2018 | Good Form Queen                                                       | — | — | — | UK— SilberUK | US60 (6 Wo.)US | Erstveröffentlichung: 29. November 2018 Nicki Minaj feat. Lil Wayne                                                                   |
| 2019 | I Don’t Even Know You Anymore –                                       | — | — | — | — | — | Erstveröffentlichung: 14. Februar 2019 Netsky feat. Bazzi & Lil Wayne                                                                 |
| 2019 | Be Like Me Harverd Dropout                                            | — | — | — | — | US72 (1 Wo.)US | Erstveröffentlichung: 21. Februar 2019 Lil Pump feat. Lil Wayne                                                                       |
| 2020 | Whats Poppin (Remix) –                                                | — | — | — | — | US2 (51 Wo.)US | Erstveröffentlichung: 24. Juni 2020 Jack Harlow feat. DaBaby, Tory Lanez & Lil Wayne                                                  |
| 2021 | Gang Gang Hall of Fame                                                | — | — | — | UK56 (1 Wo.)UK | US33 Platin · (5 Wo.)US | Erstveröffentlichung: 21. Mai 2021 mit Polo G                                                                                         |
| 2021 | Lose All Over the Place                                               | — | — | — | UK18 (6 Wo.)UK | US86 (1 Wo.)US | Erstveröffentlichung: 6. August 2021 KSI feat. Lil Wayne                                                                              |
| 2022 | Ay! Mainstream Sellout                                                | DE— aDE | — | — | UK80 (1 Wo.)UK | US82 (2 Wo.)US | Erstveröffentlichung: 4. März 2022 Machine Gun Kelly feat. Lil Wayne                                                                  |
| 2023 | The Formula –                                                         | — | — | — | — | — | Erstveröffentlichung: 5. Mai 2023 Will.i.am feat. Lil Wayne                                                                           |
| Folgende Lieder erschienen nicht als Single, wurden aber durch das Album zum Download und Streaming bereitgestellt und konnten somit eine Platzierung erlangen: |                                                                       | | | | | | |
| |                                                                       | | | | | | |
| 2009 | See You in My Nightmares 808s & Heartbreak                            | — | — | — | — | US21 Gold · (4 Wo.)US | Kanye West feat. Lil Wayne |
| 2011 | Bang Bang Pow Pow Revolver                                            | — | — | — | — | US48 (2 Wo.)US | Charteinstieg: 24. Dezember 2011 T-Pain feat. Lil Wayne                                                                               |
| 2012 | Yuck! Based on a T.R.U. Story                                         | — | — | — | — | US80 (1 Wo.)US | Charteinstieg: 1. September 2012 2 Chainz feat. Lil Wayne                                                                             |
| 2013 | I Do It B.O.A.T.S. II: Me Time                                        | — | — | — | — | US94 (1 Wo.)US | Charteinstieg: 28. September 2013 2 Chainz feat. Drake & Lil Wayne                                                                    |
| 2015 | Used To If You’re Reading This It’s Too Late                          | — | — | — | — | US84 (2 Wo.)US | Charteinstieg: 28. Februar 2015 Drake feat. Lil Wayne                                                                                 |
| 2019 | Jealous Father of Asahd                                               | — | — | CH80 (1 Wo.)CH | UK37 (3 Wo.)UK | US57 Gold · (1 Wo.)US | Charteinstieg: 26. Mai 2019 DJ Khaled feat. Chris Brown, Lil Wayne & Big Sean                                                         |
| 2020 | Forever My Turn                                                       | — | — | — | — | US64 Gold · (1 Wo.)US | Charteinstieg: 14. März 2020 Lil Baby feat. Lil Wayne                                                                                 |
| 2020 | My Window Top                                                         | — | — | — | — | US35 (2 Wo.)US | Charteinstieg: 26. September 2020 YoungBoy Never Broke Again feat. Lil Wayne                                                          |
| 2021 | Thankful Khaled Khaled                                                | — | — | — | — | US100 (1 Wo.)US | Charteinstieg: 15. Mai 2021 DJ Khaled feat. Lil Wayne & Jeremih                                                                       |
| 2021 | Hot Wind Blows Call Me If You Get Lost                                | — | — | — | — | US48 Gold · (1 Wo.)US | Charteinstieg: 10. Juli 2021 Tyler, the Creator feat. Lil Wayne                                                                       |
| 2021 | You Only Live Twice Certified Lover Boy                               | — | — | — | — | US25 (2 Wo.)US | Charteinstieg: 18. September 2021 Drake feat. Lil Wayne & Rick Ross                                                                   |
| 2022 | I Heard You’re Married Dawn FM                                        | — | — | — | — | US62 (1 Wo.)US | Charteinstieg: 22. Januar 2022 The Weeknd feat. Lil Wayne                                                                             |
| 2022 | Poison Come Home the Kids Miss You                                    | — | — | — | — | US99 (1 Wo.)US | Charteinstieg: 21. Mai 2022 Jack Harlow feat. Lil Wayne                                                                               |
| 2022 | God Did                                                               | — | — | — | UK50 (2 Wo.)UK | US17 Gold · (3 Wo.)US | Charteinstieg: 10. September 2022 DJ Khaled feat. Rick Ross, Lil Wayne, Jay-Z, John Legend & Friday                                   |
| 2023 | Annihilate Spider-Man: Across The Spider-Verse                        | DE— bDE | — | — | UK59 (3 Wo.)UK | US44 (4 Wo.)US | Charteinstieg: 15. Juni 2023 Metro Boomin feat. Swae Lee, Offset & Lil Wayne                                                          |
| 2023 | RNB Pink Friday 2                                                     | — | — | — | — | US80 (1 Wo.)US | Charteinstieg: 23. Dezember 2023 Nicki Minaj feat. Lil Wayne & Tate Kobang                                                            |
| 2024 | Sticky Chromakopia                                                    | — | — | — | UK57 (10 Wo.)UK | US10 ×2Doppelplatin · (20 Wo.)US | Charteinstieg: 9. November 2024 Tyler, the Creator feat. GloRilla, Sexyy Red & Lil Wayne                                              |

## Videoalben
| Jahr | Titel                | Anmerkungen                        |
| ---- | -------------------- | ---------------------------------- |
| 2010 | Rebirth – The Videos | Erstveröffentlichung: 8. Juni 2010 |

## Boxsets
| Jahr | Titel                                       | Anmerkungen                         |
| ---- | ------------------------------------------- | ----------------------------------- |
| 2011 | Tha Carter + Tha Carter II + Tha Carter III | Erstveröffentlichung: 28. Juni 2011 |

## Promoveröffentlichungen
Promo-Singles

| Jahr | Titel Album       | Höchstplatzierung, Gesamtwochen, AuszeichnungChartplatzierungen (Jahr, Titel, Album, Platzierungen, Wochen, Auszeichnungen, Anmerkungen) | Höchstplatzierung, Gesamtwochen, AuszeichnungChartplatzierungen (Jahr, Titel, Album, Platzierungen, Wochen, Auszeichnungen, Anmerkungen) | Höchstplatzierung, Gesamtwochen, AuszeichnungChartplatzierungen (Jahr, Titel, Album, Platzierungen, Wochen, Auszeichnungen, Anmerkungen) | Höchstplatzierung, Gesamtwochen, AuszeichnungChartplatzierungen (Jahr, Titel, Album, Platzierungen, Wochen, Auszeichnungen, Anmerkungen) | Höchstplatzierung, Gesamtwochen, AuszeichnungChartplatzierungen (Jahr, Titel, Album, Platzierungen, Wochen, Auszeichnungen, Anmerkungen) | Anmerkungen                                                            |
| Jahr | Titel Album       | DE | AT | CH | UK | US | Anmerkungen                                                            |
| ---- | ----------------- | --- | --- | --- | --- | --- | ---------------------------------------------------------------------- |
| 2022 | Possessive Breezy | — | — | — | — | US98 (2 Wo.)US | Erstveröffentlichung: 23. Juni 2022 Chris Brown feat. Lil Wayne & Bleu |

Weitere Promo-Singles
- 2000: Respect Us (feat. Juvenile)
- 2001: Hardball (Lil’ Rascals feat. Lil’ Bow Wow, Lil Wayne, Lil’ Zane & Sammie)
- 2003: Get Something (feat. Mannie Fresh)
- 2006: You Ain’t Know (mit Birdman)
- 2006: Leather So Soft (mit Birdman; US: Platin)
- 2007: Know What I’m Doin’ (mit Birdman)
- 2015: Glory

## Statistik

### Chartauswertung
|                     | DE    | AT    | CH    | UK    | US     |
| ------------------- | ----- | ----- | ----- | ----- | ------ |
| Nummer-eins-Alben   | DE—DE | AT—AT | CH—CH | UK—UK | US5US  |
| Top-10-Alben        | DE—DE | AT—AT | CH1CH | UK1UK | US12US |
| Alben in den Charts | DE6DE | AT4AT | CH8CH | UK7UK | US21US |

|                       | DE     | AT     | CH     | UK     | US      |
| --------------------- | ------ | ------ | ------ | ------ | ------- |
| Nummer-eins-Singles   | DE—DE  | AT—AT  | CH—CH  | UK1UK  | US3US   |
| Top-10-Singles        | DE3DE  | AT5AT  | CH3CH  | UK9UK  | US26US  |
| Singles in den Charts | DE20DE | AT17AT | CH24CH | UK51UK | US216US |

### Auszeichnungen für Musikverkäufe
| Land/RegionAuszeichnungen für Musikverkäufe (Land/Region, Auszeichnungen, Verkäufe, Quellen) | Silber       | Gold         | Platin         | Diamant     | Verkäufe    | Quellen                           |
| -------------------------------------------------------------------------------------------- | ------------ | ------------ | -------------- | ----------- | ----------- | --------------------------------- |
| Australien (ARIA)                                                                            | —            | 9× Gold9     | 55× Platin55   | —           | 4.270.000   | aria.com.au                       |
| Belgien (BRMA)                                                                               | —            | Gold1        | 2× Platin2     | —           | 85.000      | ultratop.be                       |
| Brasilien (PMB)                                                                              | —            | 9× Gold9     | 24× Platin24   | 3× Diamant3 | 2.090.000   | pro-musicabr.org.br               |
| Dänemark (IFPI)                                                                              | —            | 11× Gold11   | 8× Platin8     | —           | 780.000     | ifpi.dk                           |
| Deutschland (BVMI)                                                                           | —            | 8× Gold8     | 3× Platin3     | —           | 2.350.000   | musikindustrie.de                 |
| Frankreich (SNEP)                                                                            | —            | Gold1        | 2× Platin2     | 2× Diamant2 | 1.099.999   | snepmusique.com                   |
| Italien (FIMI)                                                                               | —            | 2× Gold2     | 6× Platin6     | —           | 330.000     | fimi.it                           |
| Japan (RIAJ)                                                                                 | —            | Gold1        | —              | —           | —           | riaj.or.jp                        |
| Kanada (MC)                                                                                  | —            | 8× Gold8     | 18× Platin18   | —           | 1.760.000   | musiccanada.com                   |
| Mexiko (AMPROFON)                                                                            | —            | —            | 3× Platin3     | —           | 180.000     | amprofon.com.mx                   |
| Neuseeland (RMNZ)                                                                            | —            | 7× Gold7     | 39× Platin39   | —           | 1.160.000   | aotearoamusiccharts.co.nz NZ2 NZ3 |
| Niederlande (NVPI)                                                                           | —            | Gold1        | —              | —           | 15.000      | nvpi.nl                           |
| Norwegen (IFPI)                                                                              | —            | Gold1        | 4× Platin4     | —           | 195.000     | ifpi.no                           |
| Österreich (IFPI)                                                                            | —            | Gold1        | Platin1        | —           | 45.000      | ifpi.at                           |
| Polen (ZPAV)                                                                                 | —            | 2× Gold2     | 3× Platin3     | —           | 170.000     | olis.pl                           |
| Portugal (AFP)                                                                               | —            | Gold1        | 5× Platin5     | —           | 55.000      | Einzelnachweise                   |
| Schweden (IFPI)                                                                              | —            | —            | 6× Platin6     | —           | 280.000     | sverigetopplistan.se              |
| Schweiz (IFPI)                                                                               | —            | 2× Gold2     | 2× Platin2     | —           | 70.000      | hitparade.ch                      |
| Spanien (Promusicae)                                                                         | —            | —            | 3× Platin3     | —           | 140.000     | elportaldemusica.es               |
| Vereinigte Staaten (RIAA)                                                                    | —            | 33× Gold33   | 241× Platin241 | 3× Diamant3 | 287.601.000 | riaa.com                          |
| Vereinigtes Königreich (BPI)                                                                 | 21× Silber21 | 12× Gold12   | 19× Platin19   | —           | 19.360.000  | bpi.co.uk                         |
| Insgesamt                                                                                    | 21× Silber21 | 110× Gold110 | 444× Platin444 | 8× Diamant8 |             |                                   |